# Justicia artificial
Justicia artificial és una pel·lícula hispanoportuguesa de ciència-ficció i thriller polític de 2024, dirigida per Simón Casal de Miguel, qui també la va coescriure al costat de Víctor Sierra. És protagonitzada per Verónica Echegui, Tamar Noves, Alba Galocha i Alberto Ammann. Es va estrenar en el  Festival de Cinema Espanyol HSBC l'11 de juny de 2024, i després es va estrenar en cinemes espanyols el 13 de setembre del mateix any, amb distribució d'A Contracorriente Films. S'ha subtitulat al català.

## Trama
El 2028, a Espanya, un sistema d'intel·ligència artificial anomenada THENTE 1 serveix d'ajuda per als jutges. No obstant això, el govern convoca un referèndum perquè aquesta intel·ligència artificial s'implanti completament a l'administració de justícia, substituint de fet els jutges, per a automatitzar i despolititzar la justícia. Carmen Costa, una reconeguda jutgessa, és convidada a treballar en el desenvolupament del projecte, però la sobtada desaparició de l'Alicia Kóvack, creadora del sistema, provoca una gran desconfiança en ella, fins al punt d'entendre que està descobrint la punta de l'iceberg d'una conspiració que pretén controlar, des de la justícia, a tot un país.

## Repartiment
- Verónica Echegui com la jutgessa Carmen Costa
- Tamar Noves com a Brais
- Alba Galocha com a Alicia Kóvack
- Alberto Ammann com a Alex
- Lúcia Moniz com a Sofía
- Afonso Pimentel com a Jesús
- Paula Morado com a Manuela
- Santi Prego com a Goitia

## Producció
El 2022, el director Simón Casal de Miguel va realitzar un documental titulat Artificial Justice (subtitulat Justice in times of digital colonialism), a partir d'un guió coescrit amb el filòsof Miguel Penas, qui havia investigat sobre els límits de la intel·ligència artificial. Emès al programa Documentos TV de La 2, a més d'en Al Jazeera, RTP2, Sky Digi Taiwan VOD i Axess TV Sweden, el documental va ser seleccionat en les edicions de 2022 del Festival de Cinema Científic del Goethe-Institut i en el Festival Internacional de Cinema sobre IA de Salt Lake City, on va guanyar el premi al millor llargmetratge documental i el premi a la millor direcció de llargmetratge documental.
Aquest documental va néixer al seu torn d'un guió per a un llargmetratge de ficció que Casal va començar a escriure en 2021. Finalment, el rodatge de la pel·lícula nascuda d'aquest guió original va començar el 24 d'octubre de 2022, amb Verónica Echegui, Alberto Ammann, Tamar Noves i Alba Galocha com a protagonistes. El rodatge de la cinta va tenir lloc íntegrament a Galícia, principalment a la Corunya, a més d'en altres localitzacions com Ferrol, Ponteceso, Monfero, Irixoa, Cambre, A Laracha, Oleiros i el Parador Costa da Morte de Muxía. El desembre de 2022, es va anunciar que el rodatge de la pel·lícula havia conclòs.
El pressupost de Justicia artificial va ser de 2,5 milions, incloent-hi 1 milió d'euros procedent de les ajudes generals de l'ICAA.

## Estrena i màrqueting
L'estrena de Justicia artificial va tenir lloc al Festival de Cinema Espanyol HSBC a Austràlia l'11 de juny de 2024. El 28 de maig de 2024 A Contracorriente Films va llançar el pòster del film i va programar la seva estrena als cinemes per al 13 de setembre de 2024. El 20 de juny de 2024, A Contracorriente va llançar un tast de la pel·lícula. El 22 de juliol de 2024, es va estrenar el tràiler final de la pel·lícula.